# Werrakeramik
Unter Werrakeramik versteht man die charakteristischen, stets farbenfroh dekorierten, seit dem 16. Jahrhundert in der Werraregion – Werra-Meißner-Kreis und Wartburgkreis – hergestellten Töpferwaren.

## Produktionszentren

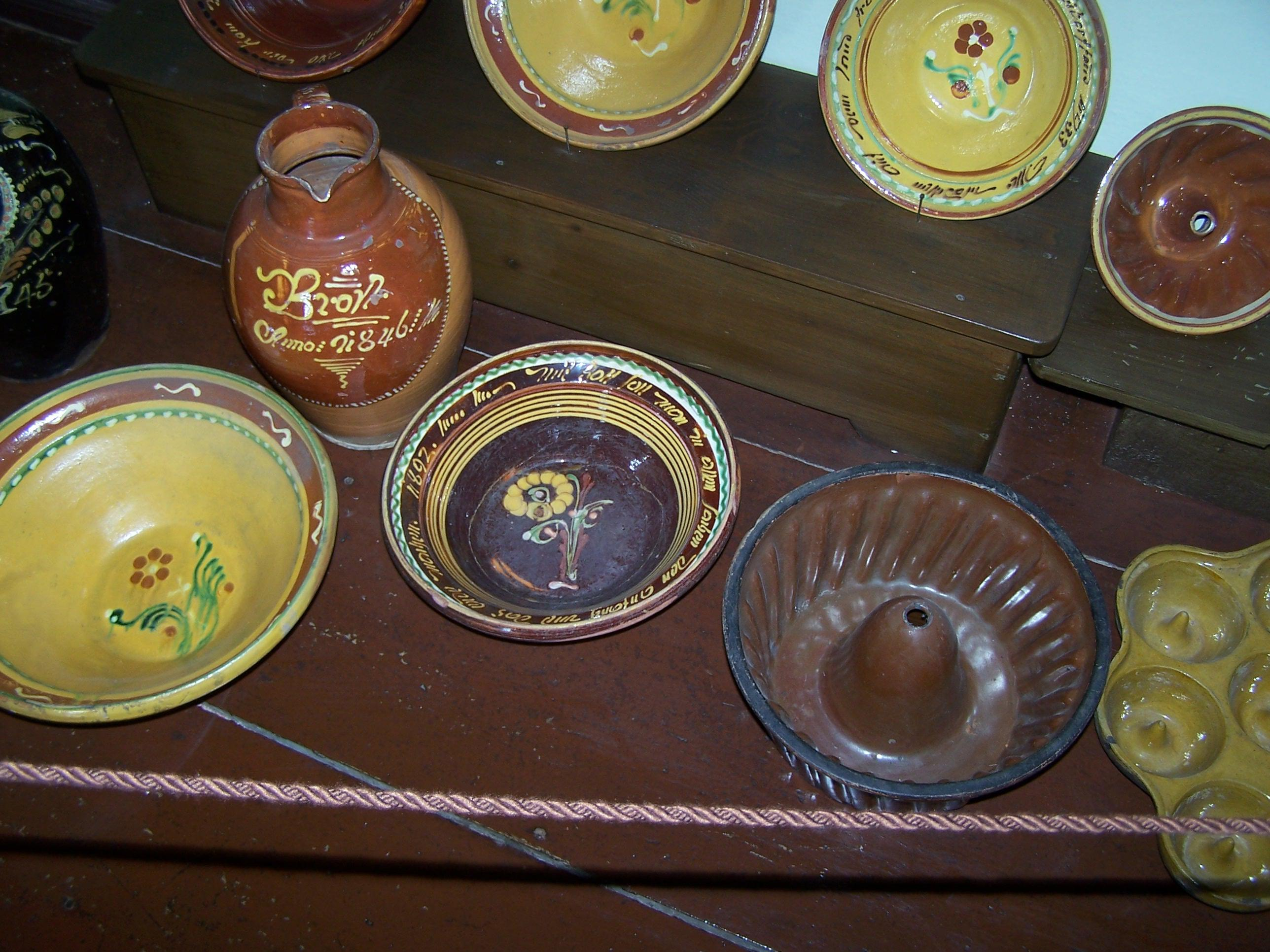
Werrakeramik im Gerstunger Museum

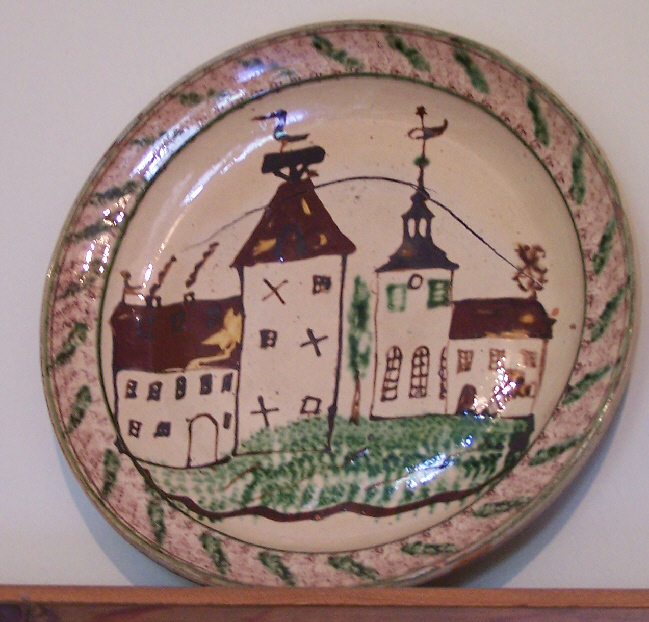
Motiv: das Gerstunger Schloss

Die in der Werraregion gefertigte bäuerliche Gebrauchskeramik entwickelte sich dank günstiger Handelsbeziehungen seit dem 17. Jahrhundert und fand in Wanfried ein erstes überregionales Zentrum. Die nordhessische Stadt versorgte mit der auch im Hinterland (z. B. Großalmerode) produzierten Keramik über die Weser große Teile Norddeutschlands und die Hafenstadt Bremen.
Werrakeramik gelangte von da bis in die Küstenregionen der Neuenglandstaaten und in die holländischen Kolonien in Ostasien. Der wirtschaftliche Erfolg des Töpferhandwerks führte rasch zu einer Ausdehnung der Produktionsstandorte bis in den Gerstunger Raum. Hauptgrund war der überaus günstige und sichere Transportweg mittels Holzflößen auf der Werra. Repräsentative Arbeiten der Töpfer der Gerstunger Region aus der Zeit von 1820 bis 1920 wurden im Gerstunger Museum gesammelt und sind dort in der Dauerausstellung präsent. Die 1656 gegründete Gerstunger Töpferzunft zählte um 1860, in ihrer Blütezeit, 34 Werkstätten, davon 15 in Großensee und acht in Gerstungen.

## Motivwahl
Auf dem roten oder gelblichen Scherben  wurden in kraftvollen Farben dekorative Muster und Pflanzenornamente aufgetragen, man bemühte sich, die Farben beim Brennprozess leicht im Hintergrund zerfließen zu lassen.
Um 1750 traten zu den Blumenmotiven die Darstellungen von Tieren, Menschen, Schlössern, Kirchen und Szenen aus dem bäuerlichen und handwerklichen Alltag, oft ergänzt mit einem Sinnspruch oder der Jahreszahl. Besonders schöne Stücke entstanden zu Hochzeiten, Geburten, Taufen und ähnlichen festlichen Anlässen.

### Sinnsprüche

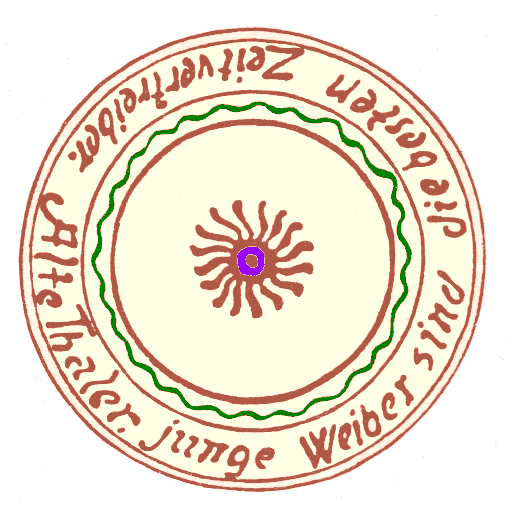
Spruch-Motiv aus Großalmerode

Die folgende Auswahl von Sinnsprüchen wurde in Großalmerode zusammengetragen.
- Alte Thaler, junge Weiber / sind die besten Zeitvertreiber.
- Schweinefleisch mit einer Brüh / Kann man essen spät und früh.
- Schöne Jungfern sind erschaffen / Vor Soldaten und nicht vor Pfaffen.
- Wo Fried und Einigkeit regiert / Da ist das ganze Haus geziert.
- Das Neiden und das Hassen / Regiert in allen Gassen.
- Lieben in Ehren / Kann keiner verwehren.
- Lieben und nicht haben / Ist härter als Steinegraben.
- Im Himmel ist noch Platz / Für mich und meinen Schatz.
- An den Reben wächst der Wein, / Es muß einmal geheiratet sein.
- Lieber will ich ledig leben / Als der Frau die Hose geben.
- Lieber Mann sei nicht so bös' / Ich will dir kochen gute Klöß'.
- Der Braten steht im Ofenloch,  / Geh lieber Schatz und hol' ihn doch.
- Was mich vergnügt / Hat Gott gefügt.
- Drei Blumen auf dem Stengel, / Du bist doch mein lieber Engel.
- Fische, Vögel und Forellen / Essen gern die Töpfergesellen.
- Dieser Teller ist nicht von Zinn / Wenn er zerbricht, dann ist er hin.

## Niedergang
Das Töpfergut wurde bis zum Ersten Weltkrieg auch überland von sogenannten „Kachelträgern“ in einem weiten Umkreis von Haus zu Haus verkauft. In den Städten wurde es schon um 1900 als Arme-Leute-Geschirr verachtet und durch industriell gefertigte emaillierte Blechwaren und Porzellan ersetzt. Der rasche Niedergang war bereits 1952 beendet, als der letzte Töpfermeister in Großensee, Karl Taubert, sein Gewerbe abmeldete. Heute gibt es auf der Burg Creuzburg eine Töpferei, die wieder Keramik in diesem traditionellen Stil herstellt.